# Vallée de la Bresle
Vallée de la Bresle este o arie protejată (sit de importanță comunitară — SCI) din Franța întinsă pe o suprafață de 1.016 ha, integral pe uscat.

## Localizare
Centrul sitului Vallée de la Bresle este situat la coordonatele 49°58′01″N 1°35′19″E / 49.96694°N 1.58861°E.

## Înființare
Situl Vallée de la Bresle a fost declarat arie specială de conservare în baza directivei 92/43 din 1992 referitoare la conservarea habitatelor naturale și a faunei și florei sălbatice pentru a proteja 12 specii de animale.

## Biodiversitate
Situată în ecoregiunea atlantică, aria protejată conține 7 habitate naturale: Cursuri de apă de la nivel de câmpie la nivel montan, cu vegetație Ranunculion fluitantis și Callitricho-Batrachion, Formațiuni de Juniperus communis pe lande sau pajiști calcaroase, Liziere de ierburi înalte hidrofile de câmpie și de nivel montan până la alpin, Păduri de fag Asperulo-Fagetum, Păduri aluvionare cu Alnus glutinosa și Fraxinus excelsior (Alno-Padion, Alnion incanae, Salicion albae), Păduri de fag acidofile atlantice, cu subarboret de Ilex și, uneori, de asemenea, Taxus, la nivelul arbuștilor (Quercion robori-petraeae sau Ilici-Fagenion), Pajiști uscate seminaturale și facies de acoperire cu tufișuri pe substraturi calcaroase (Festuco-Brometalia) (* situri importante pentru orhidee).
La baza desemnării sitului se află mai multe specii protejate:
- mamifere (4): liliac cu urechi mari (Myotis bechsteinii), liliac cărămiziu (Myotis emarginatus), liliac comun (Myotis myotis), liliacul mare cu potcoavă (Rhinolophus ferrumequinum)
- nevertebrate (3): Austropotamobius pallipes, Coenagrion mercuriale, fluturele auriu (Euphydryas aurinia)
- pești (5): zglăvoacă (Cottus gobio), Lampetra fluviatilis, cicar (Lampetra planeri), Petromyzon marinus, somonul (Salmo salar)

Pe lângă speciile protejate, pe teritoriul sitului au mai fost identificate 26 de specii de plante, 1 specie de nevertebrate.